# Diazinon
El diazinon (Nom IUPAC: O, O-dietilO-[4-metil-6-(prop-2-il) pirimidina-2-il] fosforotioat), un líquid incolor/marró fosc, és un èster de l'àcid tiofosfòric desenvolupat el 1952 per Ciba-Geigy, una companyia química suïssa (més tard Novartis i després Syngenta). Es tracta d'un insecticida no sistèmic inicialment usat per al control de blatodeus, el peixet de plata, formigues, i puces en l'àmbit residencial. Va ser utilitzat àmpliament en la dècada de 1970 i principis de 1980 en jardineria de propòsit general i el control de plagues en interiors. Una forma d'esquer es va utilitzar per al control de vespes en l'oest dels EUA. L'ús residencial del diazinon va ser prohibit als EUA el 2004, però segueix estant autoritzat per a usos agrícoles.
En un estudi realitzat entre 2007 i 2010 a 112 pous de 29 aqüífers de Catalunya, es va detectar diazinon en el 51% de les 233 mostres realitzades, si bé en cap cas va excedir el llindar màxim de 100 ng/L establert per les directives europees corresponents. Aquesta substància es va categoritzar el 2015 com a "possiblement carcinògena" (2A) segons l'Agència Internacional de Recerca sobre el Càncer (IARC).